# Карниола
Карниола, позната и като Крайна или Кранска (на словенски: Kranjska; на немски: Krain; на латински и на английски: Carniola) e историческа провинция в Словения в състава на Австро-унгарската империя, една от земите на короната, официално наричана Херцогство Карниола (Vojvodstvo Kranjsko, Herzogtum Krain) до 1918.
След падането на Римската империя, ломбардските племена се установяват в региона, следвани от славяните през 6 век. Следват периоди на баварско и франкско управление и накрая австрийските хабсбурги установяват контрола си над областта от 1335 до 1918. От 15 до 17 век в областта многократно нахлуват османски войски. От 900 до началото на 20 век управляващата класа в Карниола е немскоговореща.
Историческата столица на Карниола е Кран. По-късно е преместена в сегашната словенска столица Любляна. Херцогството престава да съществува през 1918, когато става част от Кралство на сърби, хървати и словенци впоследствие трансформирано в Кралство Югославия.